# 李莊東嶽廟
李莊東嶽廟位於四川省宜賓市翠屏區李庄镇，文物遺址年代判定為清代，抗战期间曾为同济大学工学院所在地。2007年6月1日公佈為四川省第七批文物保護單位。